# فرودگاه میاچکوف
فرودگاه میاچکوف (به روسی: Аэропорт Мячково) فرودگاهی عمومی واقع در کشور روسیه است که توسط JSC "Myachkovo Aviation Services" اداره می‌شود.
فرودگاه میاچکوف در گذشته در شهرستان رامنسکویه که در منطقه مسکو در روسیه قرار دارد، واقع بود. این فرودگاه در دوران شوروی به عنوان یکی از فرودگاه‌های مهم نظامی و تجاری کشور بهره‌برداری می‌شد. اما در سال ۲۰۰۵ به دلیل عدم رعایت استانداردهای ایمنی، این فرودگاه تعطیل شد و هیچگونه پروازی از آن صورت نمی‌گیرد. از آنجا که این فرودگاه دیگر فعال نیست، هیچ شرکتی آن را اداره نمی‌کند.